# Au bord de l'eau (chanson)
Pistes de Sortir
Dans une larme
Au bord de l'eau est une chanson de Gérald de Palmas parue sur l'album Sortir. Son single est sorti le 25 mai 2009.